# Коканов Сергій Васильович
Сергій Васильович Коканов — молодший сержант Збройних сил України, учасник російсько-української війни, що відзначився у процесі російського вторгнення в Україну в 2022 році.
Несе військову службу в складі 156-го зені́тного раке́тного полку імені Максима Кривоноса (156 ЗРП, в/ч А1402).

## Нагороди
- орден «За мужність» II ступеня (2022) — за особисту мужність і самовіддані дії, виявлені у захисті державного суверенітету та територіальної цілісності України, вірність військовій присязі[1].
- орден «За мужність» III ступеня (2022) — за особисту мужність і самовіддані дії, виявлені у захисті державного суверенітету та територіальної цілісності України, вірність військовій присязі[2].